# 翼口蓋神経節

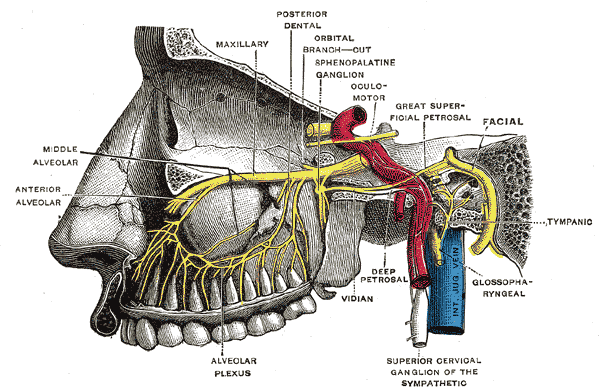
真ん中にあるのが翼口蓋神経節

翼口蓋神経節（よくこうがいしんけいせつ、英: pterygopalatine ganglion、または蝶形口蓋神経節、メッケル神経節）は、翼口蓋窩にある副交感神経の神経節である。1784年ドイツの解剖学者・産科医であったJohann Friedrich Meckel（elder Meckel）により記載された。
これは頭頚部における副交感神経の神経節の1つで、翼口蓋神経節のほかには、毛様体神経節・耳神経節・顎下神経節の3つがある。

## 構造
翼口蓋神経節は副交感神経の神経節の中で最も大きなもので、顔面神経からの副交感神経を受けている。翼口蓋窩の中で上顎神経に接して存在し、三角形ないしハート形をしている。
翼口蓋神経節は口・鼻・眼のどれに対しても近い位置にあり、涙腺、副鼻腔、歯肉、咽頭、口蓋などの腺分泌にかかわっている。

## 出入りする神経

### 副交感神経
翼口蓋神経節でシナプスする副交感神経線維は中間神経（顔面神経のひとつ）に由来するが、これは大錐体神経・翼突管神経を経由してくる。
これらの線維は翼口蓋神経節で節後線維に交代したのち、三叉神経の枝とともに鼻の粘膜や軟口蓋、扁桃腺、口蓋垂、口蓋などに分布する。
これに加えて神経節からは、上顎神経の枝である頬骨神経を介して涙腺に節後線維を送っている。頬骨神経は涙腺神経（眼神経の枝のひとつ）と連絡し涙腺に達している。
鼻腺は鼻口蓋神経と大口蓋神経に支配されており、口蓋腺も鼻口蓋神経や大口蓋神経と小口蓋神経によって支配されているがこれらの神経は翼口蓋神経節を通ってきた上顎神経の枝である。

### 交感神経
翼口蓋神経節は上頚神経節からきた交感神経も受けている。
これらは上頚神経節で節後線維に交代した後、内頚動脈に沿って存在する内頚動脈神経叢を通り深錐体神経となる。これが大錐体神経と合流して翼突管神経になり、翼口蓋神経節に入ってくるのである。

### 感覚神経
感覚神経は上顎神経の線維が通っており、口蓋神経（大口蓋神経・小口蓋神経）へと通じる。

### 神経節からの枝
- 鼻口蓋神経
- 大口蓋神経
- 小口蓋神経
- 後鼻枝
- 咽頭枝

## 画像

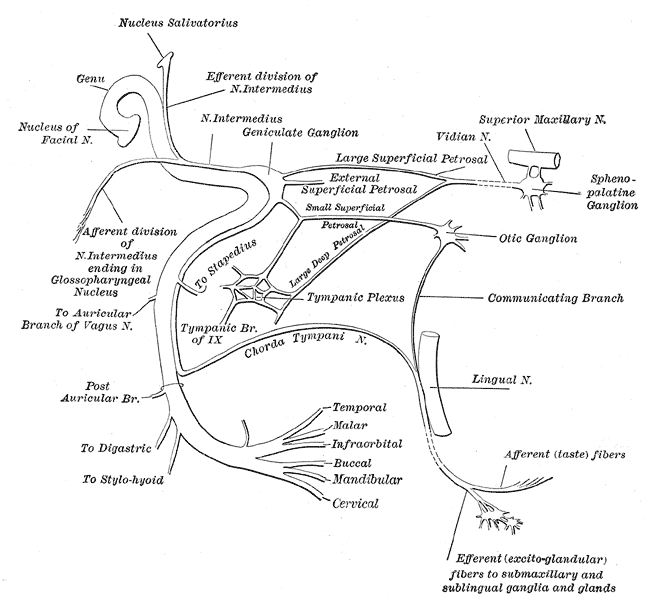
顔面神経と中間神経や他の神経との交通枝の概念図
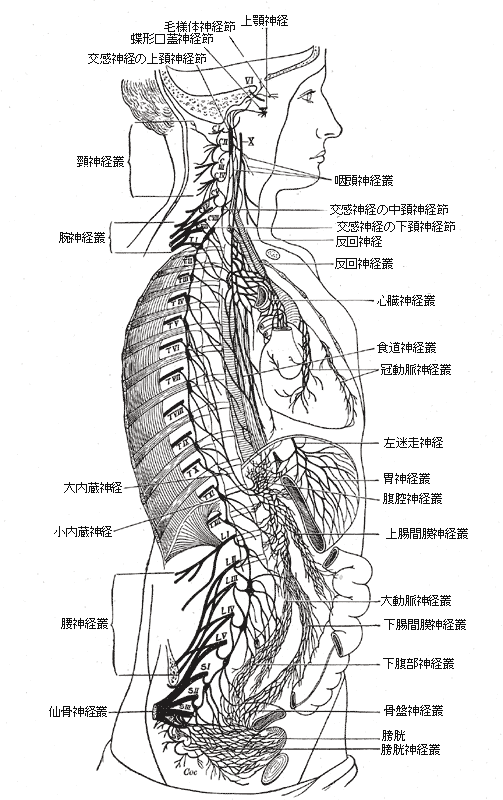
右の交感神経幹と胸部・腹部・骨盤部の神経叢との接続の様子。
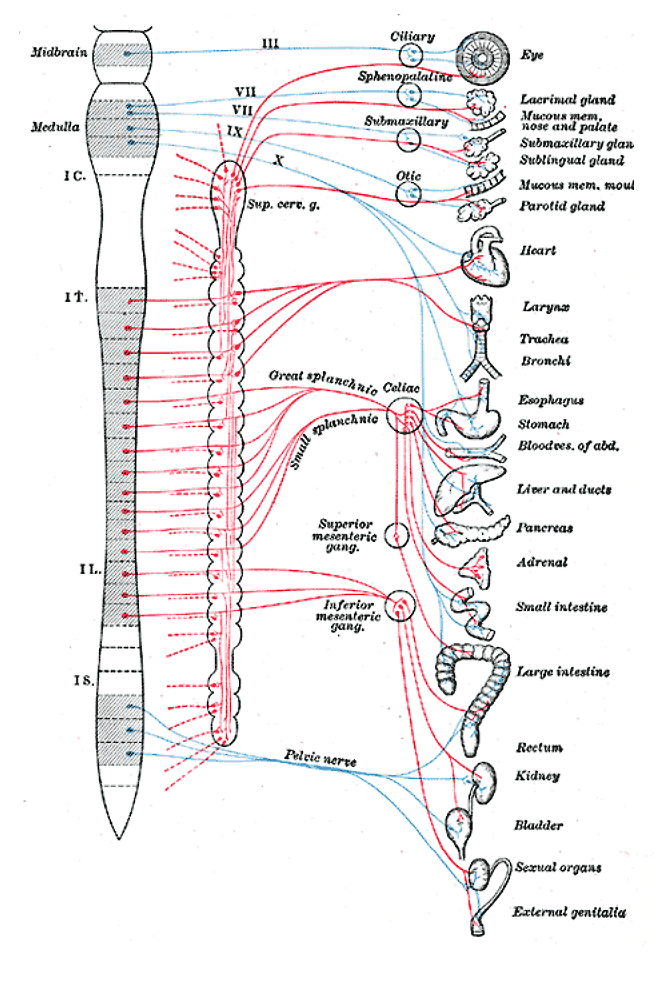
自律神経の全体像
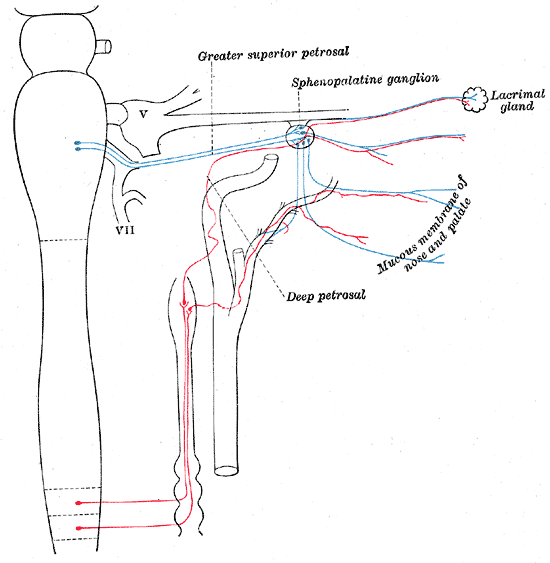
翼口蓋神経節と上頚神経節の接続の様子
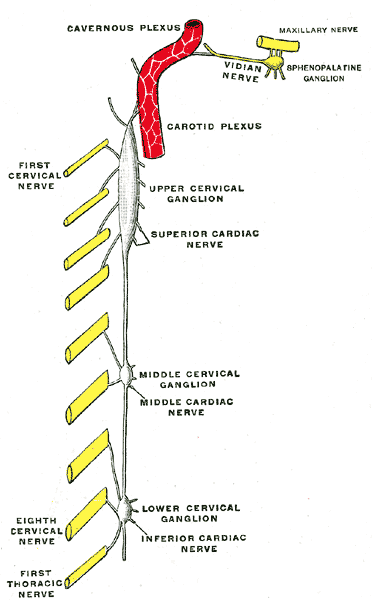
頚部の交感神経節